# Campeonato Pernambucano 1999
In 1999 werd het 85ste Campeonato Pernambucano gespeeld voor voetbalclubs uit de Braziliaanse staat Pernambuco. De competitie werd georganiseerd door de FPF en werd gespeeld van 24 januari tot 12 juli. Sport werd kampioen.
Indien een club gelijk speelde en gescoord had die wedstrijd kregen ze twee punten, bij een scoreloos gelijkspel krijgen ze één punt. 

## Eerste toernooi
| Plaats | Club                         | Wed. | W | G+2 | G+1 | V | Saldo | Ptn. |
| ------ | ---------------------------- | ---- | - | --- | --- | - | ----- | ---- |
| 1.     | Sport do Recife              | 9    | 6 | 2   | 1   | 0 | 24:5  | 23   |
| 2.     | Náutico                      | 9    | 7 | 0   | 0   | 2 | 15:7  | 21   |
| 3.     | Santa Cruz                   | 9    | 4 | 3   | 0   | 2 | 15:9  | 18   |
| 4.     | Vitória                      | 9    | 5 | 1   | 0   | 3 | 13:12 | 17   |
| 5.     | Recife                       | 9    | 4 | 1   | 0   | 4 | 13:12 | 14   |
| 6.     | Unibol                       | 9    | 3 | 2   | 1   | 3 | 10:8  | 14   |
| 7.     | Porto                        | 9    | 3 | 2   | 0   | 4 | 11:13 | 13   |
| 8.     | Ferroviário de Serra Talhada | 9    | 2 | 2   | 0   | 5 | 9:17  | 10   |
| 9.     | Flamengo                     | 9    | 2 | 1   | 0   | 6 | 12:21 | 8    |
| 10.    | Surubim                      | 9    | 0 | 2   | 0   | 7 | 7:25  | 4    |

|  | Geplaatst voor tweede toernooi groep A |
|  | Naar tweede toernooi groep B           |

## Tweede toernooi

### Groep A
| Plaats | Club            | Wed. | W | G+2 | G+1 | V | Saldo | Ptn. |
| ------ | --------------- | ---- | - | --- | --- | - | ----- | ---- |
| 1.     | Santa Cruz      | 10   | 7 | 1   | 0   | 2 | 24:6  | 23   |
| 2.     | Sport do Recife | 10   | 6 | 2   | 1   | 1 | 19:7  | 23   |
| 3.     | Náutico         | 10   | 4 | 2   | 1   | 3 | 12:11 | 17   |
| 4.     | Vitória         | 10   | 4 | 0   | 0   | 6 | 6:17  | 12   |
| 5.     | Unibol          | 10   | 2 | 2   | 1   | 5 | 7:15  | 11   |
| 6.     | Recife          | 10   | 1 | 1   | 1   | 7 | 6:18  | 6    |

|  | Geplaatst voor derde toernooi |
|  | Naar degradatietoernooi       |

Play-off
|                 |            |       |       |  |
| 19 mei Play-off | Santa Cruz | 1 – 1 | Sport |  |
| 19 mei Play-off |            |       |       |  |

### Groep B
| Plaats | Club                         | Wed. | W | G+2 | G+1 | V | Saldo | Ptn. |
| ------ | ---------------------------- | ---- | - | --- | --- | - | ----- | ---- |
| 1.     | Porto                        | 6    | 3 | 1   | 1   | 1 | 8:4   | 12   |
| 2.     | Ferroviário de Serra Talhada | 6    | 3 | 1   | 0   | 2 | 6:7   | 11   |
| 3.     | Surubim                      | 6    | 2 | 0   | 1   | 3 | 3:3   | 7    |
| 4.     | Flamengo                     | 6    | 1 | 2   | 0   | 3 | 4:7   | 7    |

|  | Geplaatst voor derde toernooi |
|  | Naar degradatietoernooi       |

## Derde toernooi
| Plaats | Club            | Wed. | W | G+2 | G+1 | V | Saldo | Ptn. |
| ------ | --------------- | ---- | - | --- | --- | - | ----- | ---- |
| 1.     | Sport do Recife | 10   | 8 | 0   | 1   | 1 | 19:2  | 25   |
| 2.     | Náutico         | 10   | 7 | 2   | 0   | 1 | 21:7  | 25   |
| 3.     | Santa Cruz      | 10   | 4 | 2   | 1   | 3 | 14:15 | 17   |
| 4.     | Vitória         | 10   | 1 | 3   | 1   | 5 | 6:15  | 10   |
| 5.     | Porto           | 10   | 1 | 3   | 0   | 6 | 9:19  | 9    |
| 6.     | Unibol          | 10   | 2 | 0   | 1   | 7 | 9:20  | 7    |

|  | Play-off |

|                 |       |       |         |  |
| 4 juli Play-off | Sport | 2 – 2 | Náutico |  |
| 4 juli Play-off |       |       |         |  |

### Degradatietoernooi
| Plaats | Club                         | Wed. | W | G+2 | G+1 | V | Saldo | Ptn. |
| ------ | ---------------------------- | ---- | - | --- | --- | - | ----- | ---- |
| 1.     | Recife                       | 6    | 3 | 2   | 0   | 1 | 11:6  | 13   |
| 2.     | Ferroviário de Serra Talhada | 6    | 1 | 3   | 1   | 1 | 7:7   | 10   |
| 3.     | Flamengo                     | 6    | 1 | 3   | 0   | 2 | 6:10  | 9    |
| 4.     | Surubim                      | 6    | 1 | 2   | 1   | 2 | 5:6   | 8    |

|  | Degradatie |

## Finale
|             |            |       |       |  |
| 8 juli Heen | Santa Cruz | 2 – 2 | Sport |  |
| 8 juli Heen |            |       |       |  |

|               |       |       |            |  |
| 12 juli Terug | Sport | 2 – 1 | Santa Cruz |  |
| 12 juli Terug |       |       |            |  |

## Kampioen
| Campeonato Pernambucano de 1999 |
| Pernambuco                      |
| ------------------------------- |
| SPORT Kampioen (32° titel)      |